# Blumesche Formel
Die blumesche Formel dient zur Sachwertbestimmung eines Waldes oder Baumbestandes unter Verwendung der Alterswertfaktoren. Sie liefert den Alterswert ausgedrückt in Werteinheit je Flächeneinheit, z. B. Euro je Hektar.
Die Formel lautet  {\displaystyle A_{i}=((A_{u}-c)\cdot f+c)\cdot bf\cdot ha}
Es bedeuten
Ai: Sachwert im Alter des Waldbestandes im Alter i (Jahre seit Bestandesbegründung)
Au: Abtriebswert im Alter der Umtriebszeit einer Baumart (Teilbestand eines Waldes)
c:  Kulturkosten (Pflanzen- und Pflanzungskosten)
f:  zutreffender Alterswertfaktor für Baumart, Massenleistung dieser Baumart und Baumartalter (im Alter i)
bf: Bestockungsfaktor [Zahl zwischen 0 und 1]: Vergleich des tatsächlichen Flächenvorrates mit jenem Flächenvorrat, der gemäß einer forstlichen Ertragstafel vorhanden sein sollte, gekappt bei 1,0. (Im Unterschied hiervon wird der statische Bestockungsgrad nicht gekappt)
ha: Fläche, üblicherweise ausgedrückt in Hektar
Diese Formel entspricht der Vorgabe der Waldbewertungsrichtlinie der BDR (Stand 2007).
In der Praxis ist die Formel modifiziert und weiterentwickelt worden.
1. Der Hektarwert wird mit prozentualen Zu- oder Abschlägen (w %) versehen. Dies ist oft einfacher als eine komplizierte Neubestimmung des Au-Wertes (Wertästungen, stockschlägige Bestände, Nichtwirtschaftswald).
Die modifizierte blumeschen Formel lautet
{\displaystyle A_{i}=((A_{u}-c)\cdot f+c)\cdot bf\cdot w\%\cdot ha}
2. Bei Beständen mit Bestockungsgrad statisch über 1,0 wird der Abtriebswert der überschießenden Holzmasse dem Alterswert zugeschlagen (Wert des Massenüberhanges).
3. Die Kulturen werden dynamisch bewertet, d. h., es wird aus c und Au der Kulturverkehrswert hergeleitet. Hierbei wird das Tauschwertverhältnis Au zu c berücksichtigt (= KAT %).
Die Formel lautet für Fichte, Tanne und Douglasie:
{\displaystyle A_{i}=\left((A_{u}-c\right)\cdot f+\left(c+{\frac {A_{u}}{100}}\cdot {\frac {KAT\%}{2}}\right))\cdot w\%\cdot bf\cdot ha}
für sonstige Baumarten:
{\displaystyle A_{i}=\left((A_{u}-c\right)\cdot f+\left(c+2\cdot {\frac {A_{u}}{100}}\cdot {\frac {KAT\%}{3}}\right))\cdot w\%\cdot bf\cdot ha}
Bei hiebsunreifen Beständen muss der Abtriebswert zugrunde gelegt werden, wenn der Abtriebswert größer ist als der Alterswert, ggf. zusammen mit dem Wert des Massenüberhanges.